# Wii U
Wii U는 닌텐도가 Wii의 후속기기로서 제작한 가정용 비디오 게임기이다. 2012년 후반기에 출시된 최초의 8세대 비디오 게임기로 마이크로소프트사의 엑스박스 원과 소니의 플레이스테이션 4와 경쟁했다.
Wii U는 닌텐도 게임기 최초로 HD 그래픽을 지원한다. 주조종장치는 Wii U 게임패드로 전용 터치스크린, 십자 패드, 아날로그 스틱 및 액션 버튼을 장착했다. 패드의 스크린은 지원가능한 게임에서 이용하는 보조화면이나 직접 게임을 플레이하는 주화면으로서 사용할 수 있다. Wii U 프로 컨트롤러 연결시 전통적인 조작법을 사용할 수 있다. Wii U는 Wii 소프트웨어 및 보조기기와 하위호환이 가능하다. 모든 게임은 게임패드, Wii 리모트, 눈차크, 밸런스 보드, 클래식 컨트롤러 및 Wii U 컨트롤러를 조합해 조종할 수 있다. 온라인 기능으로 닌텐도 네트워크 플랫폼과 미버스를 지원했으며 후자는 게임별 커뮤니티로 컨텐츠를 공유할 수 있는 융합형 소셜 네트워크 서비스로서 작동됐다.
Wii U에 대한 평론은 복합적이었다. 혁신적인 게임패드 조종법, Wii에 비해 개선된 온라인 기능, Wii 소프트웨어 및 주변기기 하위호환, 그리고 가격은 장점으로 꼽혔다. 그러나 유저 인터페이스 및 기능, 게임패드의 짧은 배터리 수명은 비판을 받았다. 제품수명 내내 전반적으로 흥행부진에 시달렸으며 원인으로 미약한 동시발매게임, 서드파트 지원 부재, 그리고 Wii U 게임 패드의 기능이 '태블릿 컴퓨터가 달린 Wii' 이상의 차별화를 하지 못 하고 홍보에 실패한 점이 지목받았다. Wii U 생산은 2017년 1월 31일 중단됐다. 2017년 3월 3일, 닌텐도는 Wii U의 개념을 개선한 후속기기 닌텐도 스위치를 발매됐다. Wii U 독점 게임 대부분은 스위치로 이식됐다.

## 상세 스펙
Wii U는 유튜브, 넷플릭스, 아마존 인스턴트 비디오 그리고 훌루 플러스를 닌텐도 eShop에서 무료로 다운받아서 시청할 수 있다. 닌텐도 TVii역시 시청이 가능하고 Wii U채팅으로 화상 통화를 할 수 있다. TV 컨트롤 버튼이 새로 나왔으며 컨트롤 ZL/ZR버튼, 왼쪽 (조이)스틱/오른쪽 (조이)스틱도 추가 됐다. 대응 피규어인 아미보로 NFC통신이 가능하며, 터치 스크린이 6.2인치이고 16:9비율의 LCD를 지니고 있다. 노래방 기능도 있지만, 전용 마이크가 있어야 한다. 그 전용 마이크에는 2가지가 있는데, 하나는 Wii U본체에 있는 USB에 연결하는 마이크와 다른 하나는 무선마이크가 있다. Wii U 게임패드의 무게는 약 500g정도이다.성능은 동시대 게임기인 플레이스테이션 4와 엑스박스 원보다 많이 딸리고 엑스박스 360과 비슷한 정도이다.닌텐도 게임기 최초로 HDMI를 지원한다.

## 대표 소프트웨어
- 뉴 슈퍼 마리오브라더스 U
- 슈퍼 마리오 3D월드
- 닌텐도 랜드
- 마리오 카트 8
- 슈퍼 스매시브라더스 for 닌텐도 3DS/Wii U
- 젤다무쌍 하이랄의 전설들
- 마리오 파티 10
- 스플래툰
- 슈퍼 마리오 메이커

## 같이 보기
- Wii
- 플레이스테이션 4
- 엑스박스 원
- 닌텐도 스위치
- 게임큐브
- 닌텐도 3DS
- 닌텐도 DS